# Daria Ciulțova
Daria Ciulțova (în belarusă: Дар'я Дзмітрыеўна Чульцова, rusă : Дарья Дмитриевна Чульцова) (n. 20 februarie 1997, Škloŭ⁠(d), Mahilioŭskaja voblasć, Belarus) este o jurnalistă din Belarus. A lucrat la postul de televiziune Belsat TV. Ea a prezentat informații de la fața locului despre modul în care Raman Bandarenka a fost bătut până la moarte în 2020 în timpul protestelor din Belarus din 2020–2021 împotriva președintelui Belarusului Aleksandr Lukașenko. A fost arestată la 15 noiembrie 2020, la Minsk, iar la 18 februarie 2021, a fost condamnată să execute doi ani de închisoare.

## Biografie și carieră
S-a născut în Șklov, Regiunea Moghilău. Din copilărie, a fost interesată de jurnalism. În timp ce a studiat la universitate de stat din Moghilău, a lucrat pentru site-ul web Mogilev.Online. A învățat în cadrul Departamentului de Jurnalism al Universității de Stat A. Kuleșov din Moghilău, pe care a absolvit-o în 2020. În 2020, s-a angajat la postul de televiziune Belsat TV unde a lucrat ca jurnalist.

### Urmărire penală
Împreună cu jurnalista Kațiarina Andreieva, i s-a deschis un dosar penal pentru săvârșirea unor acțiuni împotriva ordinii publice. Cele două jurnaliste au prezentat evenimentul atacului dur al poliției în care Raman Bandarenka a fost bătut până la moarte. Acest atac brutal a avut loc în „Piața Schimbărilor” („Ploscha Peramen”) din capitala Minsk la 15 noiembrie 2020.
Daria Ciulțova nu a mai fost eliberată după arestarea sa. Împreună cu Kațiarina, ea a fost mutată într-o închisoare din Jodino, unde a fost ținută până la proces. La 24 noiembrie 2020, zece organizații (printre care Centrul pentru drepturile omului Viasna (Вясна), Asociația jurnaliștilor din Belarus, Comitetul Helsinki din Belarus și altele) au făcut o declarație comună prin care au afirmat că aceasta este un deținut politic al statului belarus.
La o ședință a instanței de la Minsk condusă de judecătoarea Natalia Buguk la 18 februarie 2021, Ciulțova și Andreieva au fost condamnate să execute doi ani de închisoare pentru că s-au implicat în protestele din Belarus din 2020.

## Reacții
La 8 februarie 2021, Ambasada Statelor Unite ale Americii din Belarus a făcut o declarație prin care a cerut ca Ciulțova și Andreieva să fie eliberate.
La 15 februarie 2021, Tony Lloyd, membru al Camerei Comunelor a Parlamentului Regatului Unit, și-a exprimat sprijinul pentru Ciulțova.
În urma sentinței, la 18 februarie 2021, președintele Poloniei Andrzej Duda a făcut un apel public pentru eliberarea celor două jurnaliste.
„[Sunt] puternice în spirit, încrezătoare în nevinovăția [lor], susținute de prieteni, colegi și de oameni pe care nu-i cunosc deloc - astfel Katia și Dașa vor ajunge în manuale,” a declarat Aksana Kolb, redactor-șef al ziarului Novi Cias, cu două sau trei zile înainte de condamnarea lor.

### Premii
La 10 decembrie 2020, a fost numită Jurnalistul Anului (2020).   
La 10 martie 2021, a primit Premiul Dariusz Fikus din partea Clubului de presă Polska (organizația poloneză a jurnaliștilor).
Împreună cu Kațiarina Andreieva și Kațiarina Barisevici, la 9 aprilie 2021, Daria Ciulțova a fost distinsă cu Premiul „Onoare Jurnalismului“; premiul care poartă numele lui Aleś Lipaj, fondatorul BelaPAN, o agenție de știri independență neguvernamentală din Belarus. 